# Chloroclanis ochracea
Chloroclanis ochracea är en fjärilsart som beskrevs av Gehlen. 1951. Chloroclanis ochracea ingår i släktet Chloroclanis och familjen svärmare. Inga underarter finns listade i Catalogue of Life.